# Kingpin
Kingpin (Wilson Fisk) es un supervillano ficticio que aparece en los cómics estadounidenses publicados por Marvel Comics. El personaje fue creado por Stan Lee y John Romita Sr., y apareció por primera vez en The Amazing Spider-Man # 50 (julio de 1967). El nombre «Kingpin» es una referencia al título de señor del crimen en la nomenclatura de la jerga de la mafia.
Uno de los señores del crimen más temidos, peligrosos y poderosos del Universo Marvel, generalmente representado como el señor del crimen de la ciudad de Nueva York, fue presentado como un adversario de Spider-Man, pero luego pasó a amenazar a otros héroes de Marvel, convirtiéndose en el archienemigo de Daredevil, así como un enemigo recurrente de Punisher y de su hija adoptiva Echo. El atuendo tradicional de Wilson consiste en su chaqueta de traje blanco y bastón característicos, aunque su apariencia ha cambiado a lo largo de los años. En todas las iteraciones, Wilson se representa con una apariencia extraordinariamente corpulenta. A pesar de la creencia popular, el personaje no tiene sobrepeso, sino que la mayor parte de su masa corporal es músculo, al igual que los luchadores de sumo. Si bien esto lo convierte en un enemigo peligroso para enfrentar en persona incluso a Spider-Man, el superhéroe y otros oponentes se burlan repetidamente de Wilson con desprecio y burla por su sobrepeso.
El personaje se ha adaptado sustancialmente de los cómics a varias formas de medios, incluidas películas, series de televisión y videojuegos. Ha sido interpretado por John Rhys-Davies en la película de 1989 The Trial of the Incredible Hulk y por Michael Clarke Duncan en la película de 2003 Daredevil; Vincent D'Onofrio interpreta al personaje en las series del Universo Cinematográfico de Marvel, habiendo aparecido hasta ahora en la serie de Marvel Television Netflix Daredevil (2015-2018) siendo el villano de Daredevil y volvió en las miniseries de Marvel Studios Disney+ Hawkeye (2021) siendo el villano de Ojo de Halcón y Kate Bishop, aparece también en Echo (2024) siendo el villano de su hija adoptiva y por última vez aparecerá para Daredevil: Born Again (2025) nuevamente como el villano de Daredevil. Liev Schreiber prestó su voz a Kingpin en la película animada de 2018 Spider-Man: Un nuevo universo. En 2009, Kingpin se clasificó como IGN el décimo más grande villano de cómic de todos los tiempos. Es uno de los villanos más malvados de Marvel.

## Historial de publicaciones
Kingpin aparece por primera vez en The Amazing Spider-Man # 50 (julio de 1967), y fue creado por el escritor Stan Lee y el artista John Romita, Sr, quien basó su apariencia física en el actor Sydney Greenstreet.
En su primera historia en The Amazing Spider-Man # 50-52, Kingpin es retratado simplemente como un jefe de la mafia, aunque uno que tiende a ser inusualmente práctico en sus tratos criminales. En sus siguientes apariciones en la serie, también escrita por Lee, se convirtió en un supervillano típico, empleando dispositivos fantásticos para promover sus delitos. A principios de la década de 1980, el personaje dio un giro brusco en su caracterización. Una serie de apariciones en Daredevil del escritor / dibujante Frank Miller representó al Kingpin como un intrigante y sanguinario señor del crimen que sistemáticamente se mantiene fuera del alcance de la ley.

## Biografía del personaje ficticio
Wilson Fisk comenzó su vida como un niño pobre en la ciudad de Nueva York, acosado por sus compañeros debido a su obesidad. Fisk comenzó a entrenar a sí mismo en el combate físico, usando su recién descubierta fuerza para intimidar a los agresores a unirse a su banda. Finalmente, fue descubierto por el señor del crimen, Don Rigoletto. Fisk se convirtió en el guardaespaldas y mano derecha de Don Rigoletto. Finalmente, Fisk mató a Don Rigoletto y tomó el control de su imperio criminal, convirtiéndose en una de las figuras más poderosas del inframundo de Nueva York.
Mientras que Kingpin disfrutó de una larga permanencia en su nueva posición, que había hecho enemigos tales como el sindicato del crimen, Maggia y el grupo terrorista HYDRA. Los dos grupos se unieron juntos para oponerse a Fisk, lo que le hace huir a Japón. Allí, comenzó una especie de negocio con el fin de recuperar su riqueza. Después de ganar suficiente dinero, Fisk volvió a Nueva York y comenzó una guerra de bandas, en un intento de reducir a la Maggia. Con el mundo de la delincuencia en el caos, Fisk fue capaz de intervenir y tomar el control.
Fisk intentó una coalición de las turbas de Nueva York después de escuchar que Spider-Man al parecer había salido de la acción, y ordenó el secuestro de J. Jonah Jameson, pero fue frustrado por Spider-Man en su primer enfrentamiento con el trepamuros.
Mientras Fisk era un poderoso señor del crimen, se hizo pasar por un hombre de negocios legítimo, uno que hacía donaciones a obras de caridad, y parecía un hombre generoso y rico. Finalmente se conoció y luego se casó con una mujer llamada Vanessa, con quien tuvo un hijo, Richard Fisk. Vanessa no sabía que Fisk era un criminal cuando se casó con él, y cuando se enteró, amenazó con dejarlo si no renunciaba a su vida de crimen. Se retiró del crimen y la familia regresó a Japón.
Richard Fisk no se enteró de que su padre era un criminal hasta que estuvo en la universidad. Después de graduarse, Richard dijo a sus padres que iba a viajar a través de Europa. Tan sólo unos meses después de su partida, recibieron la noticia de que Richard, que estaba enojado después de conocer la verdad sobre su padre, había muerto en un accidente de esquí. Sin embargo, esto no fue lo que realmente sucedió. Resultó que Richard Fisk todavía estaba vivo, y se hace pasar por un señor del crimen rival, conocido como el Schemer, la intención de derrocar a su padre como el capo del crimen.
Fisk contendió contra su rival y líder de pandillas, el intrigante, que resultó ser Richard disfrazado, y luchó contra Spider-Man en este encuentro.
En un momento dado, se convirtió en el gerente y director de la facción de Las Vegas de HYDRA.
A instancias de su esposa, Fisk después se despojó de su imperio criminal. Intentó sin éxito matar a Spider-Man, una vez más antes de retirarse del crimen.

### 1980s
Para completar su reforma, Kingpin está de acuerdo a entregar sus archivos a las autoridades que incriminan a sus antiguos lugartenientes. Su esposa Vanessa fue secuestrada por dichos lugartenientes, que ponen a cabo un contrato en su vida. Después de que él fue testigo de la aparente muerte de Vanessa, regresó a una vida de crimen. Recuperó el control de las turbas de Nueva York porque los había acumulado en el primer lugar y sabía cómo dañarlos; se compromete a mantener la estabilidad de la Costa Este mantuvo al señor del crimen del medio oeste feliz y le permitió espacio para moverse. Kingpin también ganó la lealtad de la diana con la promesa de un trabajo estable. Los archivos fueron tomados por Daredevil; Kingpin le animó a entregarlos a la policía, ya que ello le permitiría reemplazar a los señores del crimen detenidos mucho más rápido. Daredevil no titubea, ya que esto retrasaría los planes de Kingpin. Kingpin ha maniobrado con Daredevil para luchar contra la Mano. En secreto promovió a candidato de la alcaldía a Randolph Cherryh. Luego contrató a Elektra como su asesina. Daredevil encontró a Vanessa viva pero amnésica y la devolvió a él a cambio de abandonar el esquema de Cherryh. Como retribución por esto, Kingpin envió a Elektra a matar a Foggy Nelson, amigo de Daredevil. Elektra falló y murió a manos de Bullseye.
Kingpin se entera de la identidad secreta de Daredevil a través de la información transmitida de su exnovia, Karen Page, que ahora era una actriz de cine pornográfico. Utiliza su influencia para destruir la vida civil y profesional de Murdock. Enamorado de los resultados de su propio esquema, se hizo cada vez más obsesionado con Daredevil. Esto conduce a, entre otros eventos, brutalmente al reportero Ben Urich, teniendo su empleados de asalto varios policías y enviar el patriota homicida Nuke en Hell's Kitchen. El último incidente resulta en las muertes, para los que está implicada a docenas de Kingpin. A pesar de que evita la cárcel, su reputación se destruye.
Kingpin es buscado por la Gata Negra, quien en ese momento estaba saliendo con Spider-Man, y temía que su falta de poderes la hiciera una responsabilidad para él. Ella le paga a Fisk para que los científicos le proporcionen poderes defensivos de mala suerte que causen un percance a cualquiera que intente dañar al gato en combate, pero también afectará negativamente a cualquier persona que permaneció cerca de ella durante un tiempo prolongado, causando finalmente la muerte. Kingpin esperaba que esto llevaría a la muerte de Spider-Man, pero Spider-Man y Gata Negra finalmente rompen. Poco después, Fisk es atacado por un Spider-Man enfurecido. Los científicos de Fisk también crean a los supervillanos la Respuesta y la Mancha para luchar contra Spider-Man y Gata Negra.

### 1990s
Más tarde, Fisk recontrata a Bullseye para investigar una guerra contra las drogas en Nueva York y sobrevive a un intento de asesinato de Crossbones. En represalia, envía a Bullseye para asesinar al empleador de Crossbones, Red Skull. El intento falla, y Kingpin en cambio derrota al Red Skull (en un clon del cuerpo del Capitán América) en combate personal.
Fisk posteriormente comienza su propia estación de televisión por cable, asociándose con un aparente millonario de Texas que Kingpin cree que puede ser fácilmente manipulado. Sin embargo, el millonario fue en realidad cebo plantado por Hydra. Al enterarse de esto por Nick Fury, Daredevil corrió la voz a través de Hell's Kitchen de que Kingpin se había convertido en un títere de Hydra, debilitando su poder. Hydra se roba la gran mayoría de sus activos, bombardea sus negocios en toda la ciudad de Nueva York y envía un helicóptero de combate para atacar sus oficinas de rascacielos. Con su imperio derrumbándose, Kingpin es acusado de cargos federales, y Daredevil lo engaña para cometer asalto y agresión en la terminal de autobuses de la Autoridad Portuaria de Manhattan. Salido de la cárcel por un rival que intenta usarlo como un chico de los recados, Fisk pierde lo que queda de su cordura, asesina a su rival y se convierte en un fugitivo.
Pasa tiempo en Japón reconstruyendo su imperio y mientras lucha contra los X-Men y Shang-Chi Fisk se convirtió en el líder de la organización del padre de Shang-Chi, Si-Fan, y presentó un clan de ninjas cyborg llamado Cyber-Ninjas. Regresa a Nueva York y reanuda sus actividades delictivas como Kingpin. Todavía bajo el mando de Kingpin, Si-Fan se enfrenta a Shang-Chi y Elektra.

### 2000s
Mientras que en Japón manipula a Maya Lopez (Echo) para que piense que Daredevil mató a su padre (aunque Fisk era en realidad el responsable) para incitarla a matar a Daredevil. Sin embargo, su plan fracasa cuando Daredevil la convence de la verdad, y ella le dispara a Kingpin en los ojos en represalia, dejándolo ciego. Fisk finalmente pierde su imperio criminal con uno de sus empleados, Samuel Silke, quien trabaja con Richard, el hijo de Fisk, en un sangriento intento de asesinato, utilizando el nuevo estatus de Kingpin como cebo para reunir partidarios. A continuación, Vanessa mata a Richard y huye del país con la riqueza restante de Fisk, mientras que Kingpin se recupera en un país anónimo del este de Europa, destrozado y solo. Él recibe un trasplante de ojo que le devuelve la vista.
Finalmente confronta a Silke y aplasta fatalmente su cabeza, casi logra recuperar su imperio por pura voluntad, pero es derrotado por Daredevil, quien se declara el nuevo Kingpin. Fisk es encarcelado como resultado.
Más tarde trama un plan para ser liberado y recuperar su riqueza al dar la prueba del FBI en la forma de los inexistentes "Papeles Murdock" que Matt Murdock es Daredevil. Habiendo encerrado a tantos enemigos en prisión, Fisk está constantemente bajo el ataque de La Mano, HYDRA y cualquier cantidad de organizaciones criminales con las que haya tenido tratos. El gobierno de EE. UU. tiene dificultades para deshacerse de este criminal maestro caro, peligroso y legalmente limpio, y Fisk logra manipular al FBI para herir gravemente a Daredevil y proporcionarles una muestra del ADN de Daredevil. Le dice a Ben Urich que le dé al gobierno federal la ubicación de Night Nurse, la única médica para superhéroes heridos, o que vaya a la cárcel.
Kingpin finalmente logra arrestar a Matt Murdock, pero el FBI lo traiciona en el último minuto y lo arresta también, colocándolo en la misma cárcel que Murdock con la esperanza de que los dos se maten entre ellos. En cambio, los dos enemigos se unen para sobrevivir a un motín en la prisión dirigido contra ellos. Finalmente, Murdock sacrifica el trato, negándose a dejar que Bullseye, que también fue encarcelado, abandone la prisión como Kingpin había planeado. La pelea termina con el disparo de Kingpin a bocajarro en la rodilla por disparos de Bullseye destinados a Murdock, mientras que Murdock se escapa.
Fisk aparece en los crímenes de guerra de Civil War de 2006 de una sola vez, en la que ofrece información sobre la base de la Resistencia del Capitán América a Iron Man, el líder de las fuerzas a favor del registro a cambio de una sentencia reducida. Sin embargo, como su estado en prisión se ve amenazado por colaborar con Stark, lo traiciona. Luego lanza un golpe sobre Spider-Man y sus seres queridos después de que Iron Man convenciera a Spider-Man para revelar públicamente su identidad como un medio para demostrar su apoyo a la Ley de Registro de Superhumanos. Esto da como resultado que la Tía May de Spider-Man quede gravemente herida por un intento de un francotirador de matar a Spider-Man. Después de rastrear el evento hasta Kingpin, Spider-Man enfrenta a Kingpin en la prisión y lo golpea brutalmente frente a sus compañeros reclusos. Decide dejar que Kingpin viva con la humillación de su derrota, y la noticia se difundirá rápidamente por Hell's Kitchen. Sin embargo, promete matar a Kingpin si May muere.
Sin embargo, después de que Matt Murdock regresa a los Estados Unidos con su nombre despejado, completa el último deseo de Vanessa Fisk y acepta el caso de Fisk, eliminando todos los cargos a cambio de que Fisk abandone el país y renuncie a su ciudadanía estadounidense, y su acuerdo para terminar su venganza con Daredevil. Aunque los cargos fueron retirados debido a que la evidencia se considera inadmisible en los tribunales, Murdock retrasa el caso lo suficiente para que Fisk no pueda asistir al funeral de su esposa. Un triste Fisk más tarde se ve visitando la tumba de su esposa, antes de regresar temporalmente a Nueva York para resolver algunos cabos sueltos.
En una historia de 2007-2008 en la serie Runaways, Fisk se encuentra con los Runaways, revelando que sabía todo sobre sus padres, ya que gobernaban Los Ángeles con eficiencia y visión; él nunca trató de tomar su territorio ni invadieron el suyo. Él hace un trato con los Runaways para asegurarle un objeto misterioso a cambio de protección del gobierno. Él y su ejército de ninjas son derrotados cuando los Runaways se niegan a dárselos después de robarlo, descubriendo que fue un dispositivo inventado por el Orgullo. Más tarde se revela que Fisk fue contratado por una anciana llamada Lillie McGurty, que orquestó los eventos para que los Runaways puedan viajar de regreso a 1907 y asegurarse de que ella regrese al presente con ellos, lo que su yo pasado declinó.
En la historia de 2007 "One More Day", que termina con la anulación de la historia del matrimonio de Peter y Mary-Jane y la revelación pública de Spider-Man de su identidad real, todos los recuerdos por parte del público de que Spider-Man es Peter Parker se eliminan, incluido Kingpin.
Durante la historia de 2008 "Dark Reign", Kingpin forma una alianza con Lady Bullseye para destruir a Daredevil. Ordena a Lady Bullseye que se disfrace de miembro de la Mano y mate a dos policías corruptos y un juez, lo que hace parecer que Daredevil lo ordenó y provocó a Norman Osborn (a quien el gobierno de EE. UU. Le otorgó amplia autoridad como líder del espionaje y la organización de aplicación de la ley H.A.M.M.E.R.) para enviar a Bullseye en represalia. Aunque Daredevil sobrevive a la pelea con Bullseye, Kingpin no se inmuta y afirma que tiene a Daredevil "donde lo quiere". Kingpin también se ha centrado en los amigos de Daredevil para incriminar a Norman Osborn por sus recientes desgracias para fomentar sus intentos de manipular las acciones de Daredevil. Hizo que Foggy Nelson fuera inhabilitado como abogado por enfrentarse a un juez en su nómina por un fallo injusto que anuló el veredicto de un jurado. También hace que Dakota North pierda su licencia de investigadora privada.
En el arco de Daredevil de 2009, "Return of the King", se revela que Kingpin pasó el último año viviendo una vida normal en un pequeño pueblo pesquero español. Allí conoce y se enamora de Marta, una joven madre de dos hijos. Se encuentra tratando de superar su anterior vida como jefe del crimen, para luego descubrir que Marta y sus hijos fueron asesinados por Lady Bullseye, y la Mano, que luego lo atacó brutalmente, apuñalándolo con dos katanas en los hombros. Cuando él pregunta por qué, Lady Bullseye responde: "Las razones son demasiado numerosas, pero si quieres una causa específica, pregúntale a Daredevil". En su venganza contra la Mano, Kingpin libera y recluta al Búho para ayudarlo con eso. Fisk comienza a experimentar alucinaciones de su esposa muerta, Vanessa, quien se burla de él. Resulta que el plan real de Fisk es tomar el liderazgo de la Mano, después de matar a Hiroshi, el señor ninja que ordenó los asesinatos de la familia. Sin embargo, su plan se ve frustrado por Daredevil, quien toma el liderazgo por sí mismo.

### 2010s
Durante la historia de 2010 de "Shadowland", Kingpin se acerca a Iron Fist y Luke Cage diciéndoles que pronto tendrán que derrotar a Daredevil. Kingpin y Lady Bullseye más tarde realizan un ritual que trae a Ghost Rider para atacar la Mano. Después de que Daredevil es destronado de Shadowland, Kingpin toma ambas Tierras Sombrías, y la Mano, bajo su gobierno, toma oficialmente su lugar de nuevo como el señor del crimen de la ciudad de Nueva York.
Durante la historia de "Big Time" 2010-2011, Kingpin contrata a un nuevo duende para robar un poco de vibranium experimental de Horizon Labs.
Durante la historia de 2011 "Spider-Island", se revela que Fisk ha ganado poderes de araña, como lo demuestran los reflejos intensificados y la capacidad de gatear en las paredes. Como todos los demás neoyorquinos, perdió esos poderes cuando la situación se resolvió.
Con Wakanda en una posición económica debilitada después de la destrucción de sus reservas de vibranio, Kingpin intenta comprar una participación mayoritaria en el Banco internacional de Wakanda, con el objetivo de obligar al Banco a ejecutar sus deudas actuales vendiendo los derechos de propiedad restantes para que puedan pueden explotarse para obtener riquezas minerales más convencionales.Afortunadamente, T'Challa se da cuenta de este plan en su papel actual como defensor de Hell's Kitchen (Matt Murdock necesitaba un tiempo libre después de los eventos de Shadowland y T'Challa necesitaba volver a aprender sus capacidades después de la pérdida del vibranio de su reino) y comienza una campaña de ataques contra las nuevas fuerzas de Fisk con la ayuda de Sam Wilson y Luke Cage. Fisk está tan concentrado en estos ataques más públicos que se pierde cuando Shuri se infiltra y reemplaza a la mano derecha de Fisk, Miyu, dándole acceso completo a las bases de datos financieras de Fisk. Shuri coloca un gusano en la base de datos que expone la mayoría de las transacciones financieras ilegales de Fisk, con un último gusano de puerta trasera que podría exponer y arruinar los pocos recursos que le quedan a Fisk si alguna vez intenta perseguir a Wakanda nuevamente (sin querer quitarle por completo su dinero como los héroes saben por experiencia que Fisk regresará, pero de esta manera está más concentrado en proteger lo que le queda que en planes de venganza).

#### Marvel NOW!
Como parte del 2012, iniciativa Marvel NOW!, Kingpin se entera de que Superior Spider-Man (la mente del Doctor Octopus en el cuerpo de Spider-Man) ha estado usando métodos brutales para acabar con las familias criminales locales que dejarían un vacío para llenar. La guarida de Kingpin Shadowland es atacada por Superior Spider-Man y Kingpin afirma que este Spider-Man es muy diferente al Spider-Man con el que luchó. Mientras escapa, Kingpin mata a su doppelgänger Smedley Kornfeld (que fue contratado para eventos como este) con el fin de engañar a Superior Spider-Man.
Una vez desaparecido su poder sobre Nueva York, Fisk se instaló en San Francisco, con la intención de reconstruir su imperio allí. Pero el justiciero Shroud actuó primero, tomando el control de las pandillas locales y secuestró al Búho, quien también se mudó a San Francisco. Transformó a Owlsley en una supercomputadora capaz de tomar el control de todas las señales wifi para localizar a su exnovia Julia Carpenter. Durante este tiempo, Daredevil confirmó su identidad secreta, esta vez adoptó un enfoque positivo y se mudó a San Francisco para ejercer la abogacía y continuar su carrera de superhéroe. Fisk comenzó a tomar medidas contra sus dos enemigos, contratando al asesino Ikari para secuestrar a Foggy y a la nueva novia de Matt, Kirsten McDuffie, y haciendo que sus hombres buscaran a Julia para tener influencia contra Shroud. Sin embargo, Shroud y Daredevil entraron en conflicto cuando él y Jubua Pride, la hija del Búho, intentaron liberar a Owlsley. Luego, The Shroud publicó toda la información privada sobre los clientes del bufete de abogados de Daredevil. Daredevil fue a Fisk y le ofreció un trato, usaría sus recursos para arreglar su situación y asegurar que Foggy y Kirsten estuvieran a salvo, y a cambio Matt Murdock fingiría su muerte y obtendría una nueva identidad que solo Fisk conocería, devolviéndole a Kingpin el poder para destruir a Daredevil, que perdió cuando se hizo público. Sin embargo, Fisk siguió su plan original e Ikari secuestró a Nelson y Kirsten. Mientras tanto, Shroud, Pride y Daredevil se estrellaron cuando intentaron llevar a Julia a un aeropuerto, lo que permitió que los matones de Kingpin se la llevaran. Fisk presentó a sus rehenes cuando Daredevil lo confrontó y lo hizo luchar hasta la muerte con Ikari, y Fisk mató a uno de ellos si Daredevil gana. La pelea los llevó a las calles, donde Shroud salvó a Daredevil y mató a Ikari. Improvisando, Daredevil tomó el disfraz de Ikari y afirmó haber matado al héroe mientras Shroud hacía que el Búho sacara a la luz todas las operaciones de Fisk a cambio de su libertad. Mientras Kingpin y Daredevil peleaban, los federales irrumpieron en su edificio. Daredevil derrotó a Kingpin cuando intentó huir y rescató a los rehenes, dejándolo en bancarrota.
Durante la historia de 2015 de "Secret Wars", Kingpin organiza una fiesta de observación de la incursión entre Tierra-616 y Tierra-1610, donde sus invitados incluyen Hombre Absorbente, Bullseye, Norman Osborn, Hombre de Arena y Escorpión. Las festividades se ven interrumpidas por la llegada de Punisher, que revela que, como no puede llevárselas consigo, tendrá que poner su gran cantidad de balas en alguna parte.
Cuando los Niños Púrpura adquirieron una máquina diseñada por su padre para mejorar sus poderes, después de que Daredevil los salvó de una mafia, usaron la máquina para borrar el conocimiento del mundo sobre la identidad de Matt Murdock como Daredevil, incluido el de Kingpin.

#### All-New, All-Different Marvel
Como parte de All-New, All-Different Marvel 2015, Wilson Fisk representó a Industrias Fisk cuando asistió a una reunión en el Banco Universal con Tiberius Stone de Alchemax, Sebastian Shaw de Industrias Shaw, Darren Cross de Empresas Tecnológicas Cross, Zeke Stane de Stane International, Shingen Harada de la Corporación Yashida, Frr'dox de Shi'ar Solutions Consolidated, y Wilhelmina Kensington de Kilgore Arms donde discutieron con Dario Agger sobre sus planes y los de Compañía de Energía Roxxon para explotar los Diez Reinos de Asgard. Wilson Fisk también vio la llegada de Exterminatrix de la Fundación Midas que noqueó a Darío y se declaró a sí misma como un nuevo miembro de su asamblea.
Durante la historia de "Civil War II" de 2016, Kingpin regresa de San Francisco donde termina en una pelea con Bushwacker que termina con la muerte de Bushwacker. Luego, un barista llamado Armand se entera de que su novia Sonia había desaparecido. Kingpin y Turk Barrett la rastrean hasta un negocio de tráfico de personas por el que están trabajando Man Mountain Marko y el ex subordinado de Kingpin, Janus Jardeesh. Kingpin decide no matar a Janus cuando se entera de que es un Inhumano recientemente emergido cuyas habilidades lo hacen indetectable por las habilidades de Ulysses Cain. Para probar esta habilidad, Kingpin hace que Janus mate a un guardia de seguridad al que Janus noqueó al descubrir el negocio del tráfico de personas.
Como parte del 2016 Marvel NOW! en una etapa previa a la historia de Dead No More: The Clone Conspiracy, Chacal envía a Rhino a Kingpin para ponerlo de su lado. Incluso hizo que Rhino trajera a Vanessa Fisk con él para convencer a Kingpin de que aceptara el trato. Kingpin golpea el cuello de la revivida Vanessa Fisk y dice: "Esa no es mi esposa. Es una abominación". Rhino lucha contra Kingpin incluso cuando aparece Spider-Man. Después de la pelea resultante en la que Rhino escapó, a Chacal no le agradó que Kingpin rechazara la oferta. Kingpin sabe que esta es una configuración y tiene un mejor plan para usar a Spider-Man en deshacerse de Chacal. Después de que Spider-Man y Spider-Woman de Tierra-65 aprendieron del personal de New U Technologies lo que le había sucedido a Kaine y Anna Maria Marconi, Kingpin aparece y revela que ha estado siguiendo el rastro del Chacal desde el encuentro con su esposa. Le da a Spider-Man una carpeta que contiene la ubicación de una reunión en la que Jackal estará para que Spider-Man pueda vengarlo. Se ve a Spider-Man golpeando a la mayoría de los esbirros del Kingpin en un restaurante en Chinatown. Kingpin le dice a Spider-Man que está listo para pagar su deuda y le da a Spider-Man una unidad flash que tiene la ubicación de Norman Osborn.
Durante la historia del "Imperio Secreto" 2017, Kingpin se encuentra entre las personas atrapadas en un Manhattan encerrado en Darkforce. Cuando algunos ladrones armados atacan una iglesia en busca de suministros médicos, Kingpin salva a las personas que están dentro de los ladrones armados. Kingpin le dice a las personas presentes que deben hacer saber a las personas que él las salvó una vez que la crisis ha terminado. Más tarde, salva al Doctor Strange, Spider-Woman y Ben Urich del Dios God Pluorgg embistiéndolo con su limusina y ofrece su ayuda a los héroes. Después de atravesar un subterráneo lleno de monstruos, Kingpin lleva a los héroes a una bruja para adquirir armas para volver a tomar el Sanctum Sanctorum, aunque el Doctor Strange discute sobre los efectos secundarios de la magia negra. Kingpin es poseído por un demonio dentro de una máscara y ataca a los héroes hasta que Ben, transformado en un caballero místico, lo detiene y llegan a una tregua. Luego ayudaron al Doctor Strange a derrotar al Barón Mordo, quien había sido puesto a cargo de Nueva York por Hydra Supreme Capitán América, y retomar el Sanctum.

#### Alcalde de la ciudad de Nueva York
Después de la derrota de HYDRA, Fisk puede utilizar una elección subsecuente de la alcaldía para presentarse como un candidato de último minuto, evitando que su pasado criminal se vea involucrado en el tema simplemente ignorando preguntas sobre él, ayudado por el hecho de que nunca ha sido legítimamente acusado de cualquier cosa. Con su política principal es un proyecto de ley para declarar criminales a todos los vigilantes, a pesar de los esfuerzos recientes de Daredevil por crear un precedente para que los superhéroes testifiquen bajo sus identidades secretas en Washington, puede arrestar a Daredevil en una operación encubierta del FBI, burlarse de su antigua némesis con el conocimiento de que las personas a las que protege eligió Fisk para 'proteger' a ellos, lo que provocó Daredevil para romper una ventana y saltar fuera de la oficina de Fisk para iniciar sus propios esfuerzos para disminuir el imperio de Fisk. Aunque Daredevil finalmente intenta establecer una 'operación encubierta' donde él y sus compañeros héroes callejeros capturarán a Fisk reuniéndose con varios jefes de pandillas, Fisk usa este plan contra ellos y aprovecha la oportunidad para arrestar a todos los aliados de Daredevil, intentando posteriormente provocar a Daredevil para que lo ataque. Aunque Fisk también es capaz de arrestar a Daredevil, es atacado y dejado en estado crítico por la Mano, con varias modificaciones hechas a la constitución de Nueva York por administraciones anteriores que ponen a Matt Murdock en control de la ciudad, una vez que escapó del cautiverio gracias a que la Mano atacó la camioneta de la policía donde estaba detenido, a Fisk en estado crítico y a nadie dispuesto a desafiar la situación legal. Mientras Matt Murdock usó sus habilidades como Daredevil y el alcalde interino para mantener la ciudad segura con los superhéroes de la calle luchando contra la Mano, Fisk se recuperó. Murdock le devolvió a Fisk el puesto de alcalde, donde Fisk tuvo que prometer que no haría más cruzadas contra los vigilantes.
El alcalde Wilson Fisk aparece más tarde como miembro de Power Elite. Cuando se nombra al Capitán América como sospechoso del asesinato de Thunderbolt Ross, termina en una discusión con Sharon Carter sobre la inocencia del Capitán América.
El alcalde Wilson Fisk más tarde tuvo un encuentro con Kindred (Harry Osborn). Este demonio mata a los asociados de Fisk usando habilidades sobrenaturales y lo obliga a alejarse de Peter Parker después de revelar que está en posesión del alma de Vanessa Fisk.
Los agentes del alcalde Wilson Fisk liberan a Electro (Francine Frye) para que pueda ser parte de una versión femenina del Sindicato Siniestro. Cuando se forma el Sindicato Siniestro, el alcalde Fisk les da su primera misión para capturar a Boomerang que le ha robado algo. Cuando el Sindicato Siniestro atrapa a Boomerang, Escarabajo se comunica con el alcalde Fisk mientras recibe información sobre dónde debería ocurrir el intercambio. Mientras el Sindicato Siniestro planea levantarse por la noche, escuchan al alcalde Fisk afuera diciendo que están albergando a un criminal y que deben entregarle a Boomerang o sufrir todo el poder de la ciudad de Nueva York. El Sindicato se da cuenta de la policía, el Equipo S.W.A.T., el Anti-Súper Escuadrón y burócratas de bajo nivel. Spider-Man también llega e intenta que el alcalde Fisk haga que las autoridades se retiren solo para que el alcalde Fisk afirme que Spider-Man fue presa del boomerang hipnótico de Boomerang. Electro afirma que Spider-Man les está comprando algo de tiempo. Después de leer el periódico en la mano de Boomerang que pertenecía al alcalde Fisk, Escarabajo le dice al Sindicato que deberían dejar ir a Boomerang. Si bien Escarabajo afirmó que los traicionó, lo hizo porque es una supervillana y afirma que planea que el alcalde Fisk los sustituya. El resto del sindicato no está de acuerdo con este plan. El Sindicato luego ayuda a Spider-Man contra las fuerzas del alcalde Fisk. Escarabajo hace que Spider-Man evacue a Boomerang mientras el Sindicato lucha contra las fuerzas del alcalde Fisk sin matarlos. El Sindicato es derrotado y arrestado por la policía.
El alcalde Wilson Fisk se reunió con Miles Morales, quien se ha convertido en Ultimatum. Estaba eufórico de ver a Ultimatum nuevamente mientras se disculpaba por no haber encontrado lo que estaba buscando en la Tierra-1610. El alcalde Fisk y Miles comienzan juntos su próximo plan, mientras se oponen a una versión de Morales de Spider-Man de una realidad alternativa.

### 2020s
Durante el arco de "Last Remains", Norman Osborn se encuentra con el alcalde Wilson Fisk y sus hombres mientras trabajan en un plan para deshacerse de Kindred por lo que les hizo. Norman Osborn informa al alcalde Wilson Fisk que Mary Jane Watson se comunicó con Kindred. Después de que Norman como Duende Verde se estrellara en la confrontación y arrojara una Bomba Calabaza cerca de Mary Jane, le dio al Alcalde Fisk la señal para activar la trampa que hace que la tumba se vea envuelta en la oscuridad. Se reveló que lograron esto al solicitar la ayuda de Mancha, que impulsó el Proyecto Blank que se inspiró en el Domo Fuerza Oscura que una vez rodeó Manhattan. Con Kindred encerrado en una celda especial en Ravencroft, Norman Osborn le dijo a Spider-Man que lo salvó del alcalde Wilson Fisk. En Ravencroft, el alcalde Wilson Fisk habla con Kindred sobre su encuentro en las catacumbas parisinas. Uno de los lugartenientes de Señor Negativo aparece y le informa que los Demonios Internos lo ayudarán a obtener más que la Tablilla de la Vida y el Destino.
Señor Negativo se reúne más tarde con el alcalde Wilson Fisk y le informa que necesitarán la contraparte hermana de la Tableta de la vida y el destino llamada Tableta de la muerte y la entropía. Como Señor Negativo tiene el elemento, le dice al alcalde Fisk que la función deseada solo se puede usar cuando ambos elementos están juntos. El alcalde Fisk permite que Señor Negativo controle Chinatown y el Lower East Side. Además de alistar a Señor Negativo para robar la Tableta de la vida y el destino de Spider-Man y Boomerang, el alcalde Fisk también ha contratado los servicios de los señores del crimen Black Mariah, Maestro del Crimen, Iguana, Hammerhead, Madame Máscara, Búho, Silvermane y Tombstone para obtener la Tableta de la vida y el destino, donde el primer señor del crimen que la obtenga ganará el favor del alcalde Fisk.Al conseguir ambas tabletas, el alcalde Fisk usa sus habilidades para revivir a Richard Fisk cuando el alcalde Fisk se dio cuenta de que Vanessa no estaría contenta con su resurrección. Hizo esto como un acto de redención para Vanessa e incluso para él mismo.
Durante la historia de "King in Black", uno de los planes de Iron Man para luchar contra la invasión de Knull es persuadir al alcalde Wilson Fisk de que reclute villanos para ayudar a defender la ciudad de Nueva York y luchar contra el ejército Simbionte de Knull. Esto lleva al alcalde Fisk a visitar el bar sin nombre, donde pregunta a quién le gustaría ganar algo de dinero. Kingpin junta su encarnación de los Thunderbolts con Taskmaster, Señor Miedo, Batroc el Saltador, Star, Rhino, Ampere y Snakehead. Cuando el villano Incendiario lo rechazó, el alcalde Fisk le disparó para que sirviera de advertencia a cualquiera que no aceptara su oferta. La tarea que les da es llevar a Star a Ravencroft para reunirse con la única persona que puede ayudar a derrotar a Knull.

#### Segundo matrimonio y jubilación
Después de que Mike Murdock (el hermano gemelo criminal creado mágicamente por Matt Murdock) usa la piedra Norn para consolidarse en la realidad cambiando la historia del mundo, sin darse cuenta hace que el alcalde Fisk tenga un hijo ilegítimo (junto con su hijo legítimo Richard) con Stella Pharris nombró a Byron "Butch" Pharris.
Algún tiempo después, antes de la historia de "Devil's Reign", Fisk descubre evidencia física que demuestra que una vez conoció la verdadera identidad de Daredevil, notando lagunas en su propia memoria después del hecho. Indignado, el alcalde Fisk se enfrenta a Daredevil, quien se burla de él. En consecuencia, el alcalde Fisk nombra a Butch como el nuevo Kingpin de Nueva York, prohíbe el vigilantismo en la ciudad y anuncia su intención de postularse para Presidente de los Estados Unidos. Si bien cuenta con el respaldo del senador Arthur Krane de Amigos de la Humanidad y otras personas, Fisk también inicia las unidades Thunderbolt para ayudar a la policía de Nueva York a tomar medidas enérgicas contra el vigilantismo sobrehumano. Incluso visita al Hombre Púrpura en prisión y lo estrangula hasta someterlo,y luego lo encarcela (como lo haría también con sus hijos) para usarlo para controlar a las personas, tal como lo había hecho el Doctor Doom hace mucho tiempo, para asegurarse una victoria electoral.Los pocos superhéroes que todavía estaban libres, incluidos el Capitán América, Spider-Man (Ben Reilly), She-Hulk, Luke Cage y Daredevil, comenzaron a intentar implementar formas de derrotar a Fisk legalmente, incluido dejar que Cage se postulara para alcalde.
Al culpar a Daredevil por sus fracasos, Fisk hace que el Hombre Púrpura obligue a la población de la ciudad de Nueva York a atacar a los superhéroes, mientras que Fisk busca a Daredevil, habiendo recuperado la memoria de la identidad de Daredevil después de que el Hombre Púrpura pudo sugerir cómo podría haberse hecho al reconocer la influencia de sus hijos en el borrado de memoria. Fisk termina enfrentándose a Mike Murdock, lo confunde con Matt y lo asesina.A cambio, él y su ahora esposa Typhoid Mary son atacados por Daredevil y Elektra. Daredevil casi mata a Fisk hasta que interviene Elektra. Fisk es arrestado, pero liberado por Butch Pharris y varios financistas criminales, que quieren instalarlo como presidente de los Estados Unidos. En cambio, Fisk los mata, deja que Butch lo suceda como el nuevo Kingpin y se retira del crimen con Mary a su lado.
Durante la historia de "Gang War", Wilson Fisk y Typhoid Mary regresan a la ciudad de Nueva York con algunos soldados del Club Fuego Infernal en medio de las guerras de pandillas como parte de un trato que Tombstone hizo para poner fin a las guerras de pandillas. Después de que Tombstone y Fisk hablan sobre sus respetuosos hijos y Typhoid Mary se burla de Spider-Man a espaldas de Fisk, estalla una pelea entre ellos mientras Spider-Man y She-Hulk intentan separarla. La pelea termina cuando Fisk recibe una llamada sobre la situación en Sugar Hill entre Escarabajo y Rosa. Fisk le dice a Tombstone "Se acabó"!

## Habilidades, capacidades y equipos
Wilson Fisk era un cerebro del crimen, inmiscuido en numerosas actividades ilegales tales como tráfico de estupefacientes, contrabando, asesinatos, entre otras. Pese a esto no tenía antecedentes criminales, ya que poseía un ejército de abogados, una estrategia financiera y criminal sin paralelo.
Fisk no tiene poderes sobrehumanos, mide 2,00 m (6′ 7″), pero su cuerpo de más de 200 kg (440 lb) es principalmente músculo sólido; es increíblemente fuerte y duradera significativamente por encima de la media humana; posee una notable fortaleza oculta por su apariencia extremadamente corpulenta. La mayor parte de su masa corporal es en realidad el músculo que se ha construido a la medida extraordinaria, como un superpesado luchador de sumo, o algunos levantadores de pesas olímpicos pero a mayores niveles de fuerza. Ha demostrado ser lo suficientemente fuerte como para lanzar hombres grandes a través de una habitación, rasgar las extremidades de personas (demostrado en un apretón de manos), aplastar el cráneo de un hombre con sus manos desnudas, y dejar huellas en las paredes de cemento después de golpearlas. Desafiando a su tamaño, es un maestro de muchas formas de combate armado y desarmado, especialmente la lucha de sumo. Su sello característico es el abrazo de oso.
Habitualmente usa una armadura Kevlar debajo de la ropa. Fisk a veces lleva un bastón que oculta un arma de rayo láser capaz de disparar una ráfaga de fuerza suficiente para vaporizar un arma de fuego (o la cabeza de una persona) a corta distancia; se lo conoce como su "bastón obliterador". Usa típicamente un bastón exornado de diamantes que esconde una cámara de gas para dormir muy comprimido, eficaz si se pulveriza a corta distancia directamente en la cara de su víctima. Debido a su riqueza y a la industria intelectual, Kingpin podría utilizar parafernalia mucho más avanzada, pero prefiere dejarla como último recurso. Como Fisk se convirtió en el enemigo de Spider-Man menos de Daredevil, se convirtió en algo más parecido a un naturalista mafioso que un cerebro criminal de cómic, y dependía menos de la ciencia ficción como armamento. Durante la serie de 1994, dependía de sus armas de fuego, que por ciertos motivos fueron censuradas, mostrándolo erróneamente.

## Otras versiones
- En el universo de Marvel 1602, Wilson Fisk es un capitán pirata del HMS Vanessa, conocido como el Pin del Rey, que ataca el barco que lleva a Peter Parquarh y Sir Norman Osborne de vuelta a Inglaterra. Sin embargo, aunque su ataque hiere a Osborne, puede tomar la nave cuando Peter desvía las balas de cañón usando su correa para arrojarlas de regreso a la Vanessa. Fisk es arrojado al mar cuando enfrenta directamente al capitán, incluso rechaza la "oferta" de Fisk para explicar cómo obtuvo su nombre.
- En la historia de "Era de Apocalipsis", Wilson Fisk es conocido como Dirigible, un hombre de negocios adinerado que compró su camino en los Merodeadores, un grupo terrorista humano que sirve Apocalipsis que compensa su falta de poderes mutantes usando tecnología que les permite volar y emiten explosiones Dirigible es claramente el líder del grupo, ya que se lo ve dando órdenes a sus tres compañeros de equipo. Junto a Red (Norman Osborn), Búho y Arcade, ataca los campos de refugiados humanos de Wakanda. Sin embargo, Dirigible es asesinado por Gwen Stacy.
- En la historia de 2008-2009 "Viejo Logan", un futuro Kingpin aparece en una posible línea de tiempo futura en la cual Estados Unidos ha sido dividido entre los varios supervillanos. Esta versión se describe como un "hombre del pueblo" que luchó para llegar a la cima, ganando el control de los Estados de la Montaña y matando al antiguo maestro Magneto. Esta versión es un varón afroestadounidense, y finalmente es asesinado y Ashley Barton, la hija de Hawkeye y la actual Spider-Girl toma su territorio.[86]
- Wilson Fisk aparece en la realidad alternativa de la historia de "House of M".
- Kingpin aparece en Marvel Zombies vs. The Army of Darkness # 2 con sus subordinados, dispuesto a trabajar con Punisher para tratar de salvar a la humanidad del ataque zombi. The Punisher mata al grupo en su lugar.[87]
- Aparece en Marvel Zombies 3 como un líder de la horda de zombis, planeando invadir Tierra-616. Mantiene a su esposa escondida, satisfaciendo su hambre (y las de otros personajes infectados) al clonar humanos no infectados como fuente de alimento, Vanessa señala que su fuerza de voluntad para controlar el hambre es la razón por la que se ha convertido en el líder de la zombis restantes incluso cuando otros tienen poderes. Finalmente, él la devora cuando su plan es frustrado.[88]
- Una versión alternativa de Kingpin aparece en Marvel Zombies Return, donde convoca a Sinister Six para robar una tableta sagrada de la universidad a la que asiste Peter Parker. Pero cuando Spider-Man zombificado es transportado a su mundo, mata y devora a cinco de los miembros. Un Kingpin enfurecido decide enfrentarse a Spider-Man, pero es rápidamente enviado y devorado por Spider-Man, dejando a sus hombres correr por sus vidas.[89]
- Kingpin aparece en un arco de historia en la versión Max de The Punisher, comenzando con Punisher Max # 1, con Bullseye como su principal secuaz.[90] Al igual que la versión convencional, es increíblemente fuerte, capaz de apretar la cabeza de alguien hasta que se le salen los ojos. Es un combatiente mano a mano muy formidable, astuto y completamente despiadado. Esta versión de Fisk también está casada con Vanessa y tiene un hijo, Richard, que se representa como un niño pequeño.
- En la serie Spider-Gwen, que se desarrolla en la Tierra-65 alternativa, Kingpin aparentemente cuenta con su abogado Matt Murdock. Kingpin y Matt Murdock envían al mercenario Aleksei Sytsevich a matar a George Stacy.[91]Esto se hizo como venganza, ya que Fisk se encuentra actualmente encarcelado en régimen de aislamiento, debido a los esfuerzos del Capitán Stacy.[92]
  - Más tarde se revela que Matt Murdock (apodado Murderdock) es el verdadero Kingpin, con Wilson Fisk como su chivo expiatorio.

## Otros medios

### Televisión
- Kingpin ha aparecido en los episodios de Spider-Man de 1967 "King Pinned" y "The Big Brainwasher", con la voz de Tom Harvey. En el episodio "King Pinned", Kingpin y sus secuaces secuestran a J. Jonah Jameson cuando sus periódicos exponían su negocio de medicamentos falsos. Aquí, Foswell es un espía para el Kingpin. Spider-Man logró salvar a J. Jonah Jameson mientras Kingpin escapó.[93] En el episodio "The Big Brainwasher", Kingpin abrió un club en el que Mary Jane consiguió un trabajo en el que toma fotografías de los funcionarios de la ciudad y la cámara los cautiva para entrar en una habitación donde Kingpin les hace un lavado de cerebro. Spider-Man detiene el complot de Kingpin y él y sus secuaces son entregados a la policía.
- Kingpin apareció en el episodio de Spider-Woman "The Kingpin Strikes Again".
- Kingpin aparece en Spider-Man and His Amazing Friends, episodio, "Peones del Kingpin", con la voz de Walker Edmiston. En ese episodio, le lava el cerebro Capitán América, que luego engaña al Hombre de Hielo por lo que ambos héroes serían robar un arma secreta para él. El científico que desarrolló la técnica de lavado de cerebro traiciona a Kingpin por él lavado de cerebro, pero Kingpin finalmente revela que él ya había tomado precauciones y apenas había fingido ser lavado el cerebro a la espera de la oportunidad de capturar el científico. Está finalmente capturado por los héroes y detenido por la policía.
- Kingpin apareció en la serie de televisión Spider-Man de 1981, con la voz de Stanley Jones. En el episodio "Wrath of the Sub-Mariner", Kingpin llama a una tregua con Silvermane, Hammerhead y Caesar Cicero cuando su científico, el Dr. Everett, ha desarrollado un fluido que disuelve el metal. En el episodio "Return of the Kingpin", su secuaz Hal Hunter prepara a Spider-Man para un atraco.
- Wilson Fisk apareció en Spider-Man, la Serie Animada de 1994, con la voz de Roscoe Lee Browne. Esta versión funciona como empresario en eventos públicos y nació Wilson Moriarty. A una edad temprana, Wilson vio a su padre robar un banco y fue barrido en su trabajo hasta que fue arrestado mientras su padre se escapaba. Después de pasar un tiempo en la cárcel, donde aprendió sus habilidades, construyó su propio imperio criminal y se deshizo a su padre. También se reveló durante sus primeros días de su imperio que empleó a Jack Murdock para que trabajara para él y luego lo puso a su servicio, ganándose la enemistad de Daredevil. Cuando Spider-Man estaba interfiriendo con las actividades de sus secuaces, Kingpin contrataría a diferentes villanos para lidiar con él. En el episodio "Realmente odio a los Clones", Kingpin de la realidad de Ben Reilly trabajó con Spider-Carnage, Alistair Smythe, Duende Verde y Hobgoblin donde fueron engañados para ayudar a prepararse para destruir toda la realidad. En el episodio "Adiós Spider-Man", la trama de Spider-Carnage en la realidad de Ben Reilly fue detenido por los Spider-Men y Madame Web teletransportando a Kingpin a una prisión. En realidad, la alta tecnología de Spider-Man, es Wilson Fisk que fue el abogado de Peter Parker que fue engañado por Spider-Carnage para que lo ayudara. Spider-Man expone el engaño de Spider-Carnage a todo el mundo, donde Wilson Fisk se arrepintió de haber sido engañado por Spider-Carnage.
- Wilson Fisk apareció en la serie animada Spider-Man: The New Animated Series de 2003. "The Royal Scam", con la voz de Michael Clarke Duncan. En esta serie, se representa como un afroamericano y utiliza un bastón rojo con diamantes capaz de láseres de disparo. En este caso, fue manipulado por Spider-Man en el pensamiento de que él trabajó para el FBI y se le asignó el superhéroe de robar un chip de la mafia (que eran en realidad los científicos inocentes). Spider-Man pronto se dio cuenta de que estaba estafado (evidenciado cuando supo que el primer agente del FBI se reunió es sólo un actor de cine). Con la ayuda de Harry Osborn y el verdadero FBI, Spider-Man tenía a Kingpin tras las rejas después de un enfrentamiento en uno de los helicópteros del Kingpin. Cuando el helicóptero se estrelló, ambos escaparon con éxito y debido al peso del Kingpin, que cayó de la mano de Spider-Man. Sin embargo, el superhéroe lo salvó y lo había atrapado detrás de una caja suficiente para que el FBI pueda detenerlo.

#### Universo cinematográfico de Marvel
- Wilson Fisk aparece en las series ambientadas en el Universo cinematográfico de Marvel (UCM), interpretado por Vincent D'Onofrio de adulto y Cole Jensen (de Crash & Bernstein) de niño.[94][95]
  - Apareciendo por primera vez en la serie de Netflix Daredevil (2015). Esta versión lleva a su familia criminal a hacerse cargo de Hell's Kitchen mientras mantiene una imagen presentable para el público. Sin embargo, a diferencia de sus representaciones tradicionales, inicialmente carece de confianza en sí mismo, es emocionalmente inestable e inicialmente no adopta el apodo de Kingpin. Un gran foco de su historia en la  primera temporada es su relación incipiente y eventual propuesta a Vanessa Mariana, mientras que él y su mano derecha James Wesley tienen tratos con criminales, políticos y policías corruptos. Finalmente, Fisk es detenido legalmente después de que Matt Murdock ayuda al FBI a arrestar a sus asociados. Fisk luego es derrotado en combate por Murdock como Daredevil antes de ser arrestado por Brett Mahoney y encarcelado en la Isla Ryker. En la segunda temporada, Fisk usa a Frank Castle como un peón para deshacerse de otros gánsteres que intentan usurpar su poder mientras usa al abogado de la mafia Benjamin Donovan como su nuevo consigliere. Cuando Murdock amenaza a Marianna durante una visita a la prisión, Fisk lo ataca y recibe un daño similar al de su pelea con Daredevil, alimentando la sospecha de que Matt y el vigilante sean la misma persona. El sospechoso Fisk le dijo a Miguel Valdez que le gustaría volver a examinar los archivos de Matt Murdock mientras comenzaba a planear cómo destruiría a Nelson y Murdock y vengarse de su situación actual en la Isla Ryker. En la tercera temporada, Fisk sale de la cárcel después de convertirse en informante criminal del FBI, planeando recuperar su posición en el inframundo criminal con el pretexto de asegurar el regreso de Vanessa al país con inmunidad. Con la ayuda del reparador Felix Manning, manipula a su equipo de protección del FBI, incluido el mentalmente inestable Dex Poindexter, y lo usa para enmarcar a Daredevil como un criminal para el público y asesinar a su compañero Ray Nadeem. Fisk también hizo arreglos para matar a Matt Murdock, y cuando finalmente confirma su identidad de Daredevil, lo enmarca como un criminal que trabajaba para él, con la esperanza de que el FBI pronto lo arrestara o lo matara. Sin embargo, Poindexter se da cuenta de que Fisk lo manipuló y se revelan sus verdaderas intenciones. Mientras lucha contra Daredevil y Poindexter, rompe la espalda de este último, pero es derrotado por el primero. Fisk intenta incitar a Daredevil a acabar con él amenazando con revelar su identidad, pero Daredevil se niega y contraamenaza con exponer a Vanessa por su papel en el asesinato de Nadeem antes de dejarlo para ser arrestado.[96]
  - En la serie de Disney+ Hawkeye (2021), se muestra que Kingpin se involucró con Eleanor Bishop, cuyo difunto esposo Derek le debía dinero antes de la Batalla de Nueva York, y reconstruyó su imperio criminal en el transcurso del Blip.[97] Sin embargo, cuando Eleanor intenta romper su asociación, Fisk intenta matarla, solo para ser frustrado por su hija Kate. Se las arregla para escapar de ser arrestado por la policía, pero su sobrina sustituta, Maya López, se enfrenta a Fisk a punta de pistola después de enterarse de que orquestó el asesinato de su padre.
  - D'Onofrio interpreta su papel en la serie de Disney+ Echo (2024).[98]Fisk sobrevivió y fue hospitalizado con un parche en el ojo derecho. Aparece en la antigua casa de Maya, en una cena familiar, y hace un trato con ella para darle su propio imperio. Después de darse cuenta de que Maya escapó, Fisk organiza un ataque al festival con sus hombres, después de ser derrotado por la familia de Maya, Fisk es tomado por Maya, al ser llevado a su recuerdo de su padre maltratando a su madre y trata de que deje de lado el dolor, pero él no lo hace y escapa. A bordo de su avión, Fisk ve la noticia de que la ciudad necesita un alcalde de Nueva York.
  - D'Onofrio volverá a interpretar su papel en la próxima serie de Disney+ Daredevil: Born Again (2025).[99]Después de volver a Nueva York, Fisk anunció su candidatura en la ciudad y después gana las elecciones volviéndose el alcalde de Nueva York. Aunque tras reencontrarse con Murdock, sabiendo de su identidad como Daredevil, Fisk sabe que habría consecuencias si Murdock retoma como héroe, y Murdock también le advierte a Fisk que tomará represalias si se pasa de la raya.

### Cine
- En la película de televisión de 1989, The Trial of the Incredible Hulk, en vivo, Wilson Fisk es interpretado por John Rhys-Davies. David Banner (Bill Bixby) fue arrestado injustamente después de interrumpir un asalto en el metro de la ciudad de Nueva York por dos matones a sueldo de Wilson Fisk. El abogado Matt Murdock (Rex Smith) acepta representarlo, con la esperanza de utilizar cualquier información obtenida de Banner para acabar con la organización de Fisk. Banner y Murdock finalmente aprenden sobre las vidas secretas de cada uno como Hulk y Daredevil, respectivamente. La pareja es capaz de frustrar los planes de Fisk, pero él se escapa.
- Wilson Fisk apareció en la película de Daredevil interpretado por Michael Clarke Duncan producida por Fox en 2003.[100] Cuando Duncan fue contratado, pesaba 290 libras. Se le pidió que ganara 40 libras más para el papel con el fin de encajar el cuerpo de Fisk. Para conseguirlo levantó pesas y comió lo que quiso. A pesar de esto, la mayor preocupación de Duncan era que él era afroamericano, mientras Kingpin siempre había sido retratado como caucásico en los cómics. Después de contratar a Bullseye para matar a Nikolas Natchios y su hija, Elektra, busca venganza en Daredevil, quien cree incorrectamente que era el asesino. Después de que ella se entera de la verdad, ella es asesinada por Bullseye. Después de que Bullseye es derrotado por Daredevil, este se enfrenta a Kingpin, que desenmascara a Daredevil al decirle que acabó con su padre, Jack Murdock hace años. Daredevil a continuación, rompe las piernas de Fisk y lo deja con la policía, seguro en su creencia de que Kingpin no revelará la identidad de Daredevil al público, sabiendo que dañaría su reputación en el mundo subterráneo si se supiera que había sido golpeado por un hombre ciego. Mientras la policía lo encierra, Kingpin jura salir de la cárcel y cobrarse su venganza.[101][102]
- Kingpin aparece en Spider-Man: Un nuevo universo con la voz de Liev Schreiber.[103] Esta versión es el benefactor de Alchemax y el jefe de su líder Olivia Octavius. También tiene varios supervillanos a su cargo, entre ellos Prowler, Duende Verde, Escorpión y Tombstone. En la película, él construyó un acelerador de partículas para acceder a universos paralelos y reconectarse con versiones alternativas de su esposa e hijo que murieron en un accidente automovilístico luego de su última pelea con Spider-Man. Después de que falla su primer intento, asesina al primer Spider-Man, Peter Parker. Cuando intenta que se ejecute de nuevo (lo que podría arriesgar la destrucción de la ciudad), es detenido por versiones alternativas del rastreador de la pared y el nuevo Spider-Man, Miles Morales. Después de la batalla, Kingpin y los involucrados son arrestados por la policía.

### Videojuegos
- Kingpin aparece como el jefe final de The Punisher. La adaptación de Game Boy del juego vio a Jigsaw reemplazando al Kingpin como el jefe final.
- En Spider-Man: The Video Game, Kingpin fue el último jefe de la etapa 3.
- Kingpin es el jefe final en el juego The Amazing Spider-Man vs. The Kingpin.
- En The Punisher, Kingpin es el último villano. Si el jugador termina el juego, aparentemente el Kingpin es asesinado, sin embargo, la policía nunca encuentra su cuerpo.
- Kingpin es el jefe final en la adaptación del videojuego Daredevil de la película Daredevil para Game Boy Advance.[104]
- Kingpin es un jefe en Spider-Man: Battle for New York, con la voz de Stephen Stanton.[105]
- Kingpin aparece en el videojuego 2005 The Punisher, con la voz de David Sobolov.
- Kingpin aparece en Spider-Man 3, con la voz de Bob Joles. Él aparece en su respectiva sidequest del juego.
- Kingpin aparece como uno de los principales personajes de Spider-Man: Web of Shadows, con la voz de Gregg Berger.
- Kingpin aparece en el final de Chun-Li para Marvel vs. Capcom 3: Fate of Two Worlds, donde Chun-Li lo arresta después de darle una paliza salvaje.
- Kingpin aparece como un personaje en Marvel Heroes, con la voz de Jim Cummings.
- Kingpin aparece en Lego Marvel Super Heroes, con la voz de John DiMaggio. En una misión de bonificación en Fisk Tower, Kingpin ha tomado a un rehén civil para un "chequeo dental" con un taladro láser hasta que el civil sea rescatado por el Capitán América y Spider-Man. Cuando llega Daredevil, Kingpin desata a sus secuaces, Elektra y Bullseye antes de enfrentarse a los héroes. Kingpin es derrotado arrojando tres candelabros sobre su cabeza.
- Kingpin aparece en el juego de Facebook Marvel: Avengers Alliance.
- Kingpin aparece en The Amazing Spider-Man 2, con la voz de JB Blanc.
- Kingpin es un personaje jugable en Marvel Future Fight.
- Kingpin aparecerá en Marvel's Spider-Man,[106] con la voz de Travis Willingham.
- Kingpin se puede jugar en Marvel: Contest of Champions.[107]
- Kingpin aparece como un personaje jugable en Lego Marvel Super Heroes 2.[108]
- Kingpin aparece en Spider-Man, con la voz de Travis Willingham.[106] Al comienzo del juego, Spider-Man ayuda a exponer las actividades ilegales de Fisk y es arrestado por la policía. Spider-Man luego defiende sus edificios cuando los Demonios Internos planean reclamar su territorio.

### Teatro
En la obra Spider-Man: Turn Off the Dark, se ve a Fisk robando un banco con Hammerhead antes de ser derrotado por Spider-Man.